# Caseína

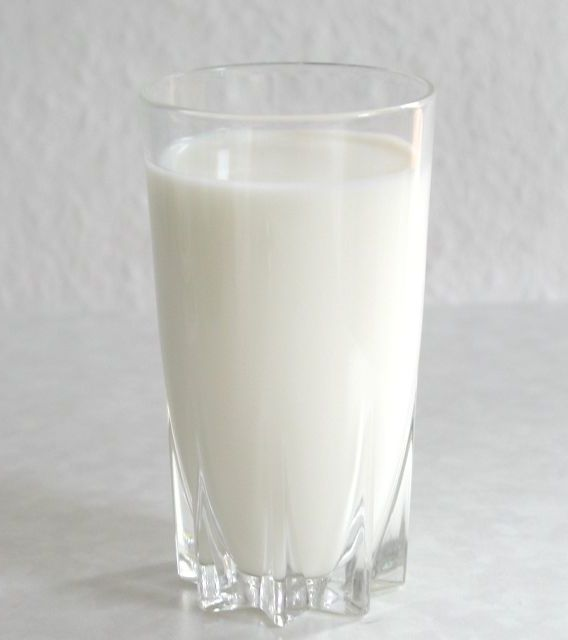
Leite - rico em caseína

A caseína (do latim "caseus", queijo) é uma proteína do tipo fosfoproteína encontrada no leite fresco. Estas proteínas encontram-se com frequência no leite de mamíferos, sendo cerca de 80% da proteína encontrada no leite de vaca e entre 20% e 45% das proteínas no leite humano. Quando coagulada com renina é chamada "paracaseína" (caseína de coalho) e, quando coagulada através da redução de pH (utilização de ácidos) é chamada "caseína ácida". A terminologia britânica usa o termo "caseinogênio" quando a proteína não está coagulada e "caseína" quando a proteína está coagulada. Como existe no leite é um sal de cálcio.
A caseína não coagula com o calor. É precipitada pelos ácidos ou pela renina (ou quimosina), uma enzima proteolítica produzida no estômago dos vitelos (bezerros) recém-nascidos (também é produzida por alguns tipos de plantas e microrganismos). A enzima tripsina hidrolisa a peptona retirando o fosfato.
A caseína contém um número razoavelmente alto de resíduos de prolina que não interagem. Não apresenta nenhuma ponte dissulfeto. Como consequência apresenta relativamente pouca estrutura secundária ou estrutura terciária, não formando estruturas globulares. Por isso não pode desnaturar. É relativamente hidrofóbica, tornando-se pouco solúvel em água. Encontra-se no leite como uma emulsão de partículas de caseína (micelas de caseína), de modo que a região hidrófoba (apolar) fica no interior e a região hidrófila (polar) na superfície exposto a água. As caseínas das micelas se prendem juntas por íons de cálcio e interações hidrofóbicas.
Além de ser consumido no leite, produção de derivados do leite (como queijo), a caseína é usada na produção de adesivos, plásticos (para punhos de facas, cabos de guarda-chuvas, botões, etc), como aditivo de alimentos (marshmallow e outros) e para a produção de vários produtos alimentícios e farmacêuticos.
O ponto isoelétrico da caseina é 4.6. É o ponto de pH em que ela precipita (coagulação ácida). A proteína purificada é insolúvel em água. Enquanto é insolúvel em soluções salinas neutras, prontamente se dispersa em meio alcalino diluído e em soluções salinas tais como oxalato de sódio e acetato de sódio.
A caseína como fibra têxtil de simbolo (K) tem o seu uso restrito a fios para sutura devido a sua melhor absorção pelo organismo, outras finalidades não são usuais pela ética alimentar envolvida.

## Agente cancerígeno
Os estudos de revisão da evidência sobre o leite não demonstram a existência dessa relação, exceto para o câncer de próstata.
O consumo do leite não possui qualquer efeito no aumento do risco de câncer de ovário, câncer de pulmão e câncer de pâncreas. Nos linfomas não-Hodgkin os estudos de melhor qualidade também não encontram relação entre o consumo de leite e o aumento de risco de linfoma.
Parece existir um efeito protetor do leite em alguns carcinogênicos, nomeadamente no câncer coloretal, câncer de mama, câncer da bexiga e no câncer gástrico.

Um estudo que avaliou a mortalidade por câncer, mundialmente, conclui que o consumo de lacticínios em alta dose não tem impacto na mortalidade. Em baixa dose o consumo de lacticínios parece mesmo diminuir a mortalidade por câncer.